# 미아역
미아(서울사이버대학)역(Mia Station, 彌阿驛)은 서울특별시 강북구 미아동에 위치한 수도권 전철 4호선의 전철역이다. 인근에 서울사이버대학교가 위치해 있다.

## 역사
- 1983년 9월 13일: 미아역으로 역명 결정[1]
- 1985년 4월 20일: 서울 지하철 4호선 상계 ~ 한성대입구 구간 개통과 함께 영업 개시
- 2009년 10월 29일: 미아(서울사이버대학)역으로 변경[2]

## 역 구조
승강장은 2면 2선의 상대식 승강장이며, 스크린도어가 설치되어 있다. 출구는 8개가 있다.

 이 역은 반대방향으로 횡단이 불가능한 역이다.

### 승강장
| 수유 ↑       |
| \| 상        |
| ↓ 미아사거리 |

| 상행 | ●수도권 전철 4호선 | 수유 · 쌍문 · 창동 · 노원 · 상계 · 불암산 · 진접(경복대) 방면 |
| 하행 | ●수도권 전철 4호선 | 길음 · 동대문 · 명동 · 이촌 · 과천 · 안산 · 오이도 방면       |

## 역 주변
- 강북구청 교통지도과
- 서울강북우체국
- 궁전회관
- 김밥천국 미아역점
- 던킨도너츠
- 도봉세무서
- 맥도날드
- 미아본동행정복지센터
- 미아삼성래미안아파트
- 미아성심병원
- 미아의원
- 미아지구대
- 미아현대아파트
- 북서울 꿈의숲 방면
- 삼양시장
- 서울특별시성북강북교육지원청
- 서울사이버대학교
- 서울애화학교
- 성신여자대학교 미아운정그린캠퍼스
- 성암국제무역고등학교
- 성암여자중학교
- 수유문화회관
- 서울수유초등학교
- 수유시장
- 신일중학교
- 신일고등학교
- 한국방송통신대학교 북부별관
- KT 강북지사
- 서울화계초등학교

## 이용객 변동
| 노선  | 노선   | 일평균 인원수 (명/일) | 일평균 인원수 (명/일) | 일평균 인원수 (명/일) | 일평균 인원수 (명/일) | 일평균 인원수 (명/일) | 일평균 인원수 (명/일) | 일평균 인원수 (명/일) | 일평균 인원수 (명/일) | 일평균 인원수 (명/일) | 일평균 인원수 (명/일) | 각주  |
| 노선  | 노선   | 2000년                | 2001년                | 2002년                | 2003년                | 2004년                | 2005년                | 2006년                | 2007년                | 2008년                | 2009년                | 각주  |
| ----- | ------ | --------------------- | --------------------- | --------------------- | --------------------- | --------------------- | --------------------- | --------------------- | --------------------- | --------------------- | --------------------- | ----- |
| 4호선 | 승차   | 21,959                | 22,141                | 21,724                | 21,491                | 21,325                | 19,583                | 18,963                | 18,859                | 18,851                | 19,045                | [ 3 ] |
| 4호선 | 하차   | 17,678                | 17,868                | 17,994                | 18,099                | 18,407                | 17,330                | 16,927                | 16,781                | 16,947                | 17,050                | [ 3 ] |
| 4호선 | 승하차 | 39,637                | 40,009                | 39,718                | 39,590                | 39,733                | 36,913                | 35,890                | 35,640                | 35,798                | 36,096                | [ 3 ] |
| 노선  | 노선   | 2010년                | 2011년                | 2012년                | 2013년                | 2014년                | 2015년                | 2016년                | 2017년                | 2018년                |                       | [ 3 ] |
| 4호선 | 승차   | 19,473                | 19,918                | 20,001                | 19,709                | 19,816                | 19,927                | 19,681                | 18,810                | 17,390                |                       | [ 3 ] |
| 4호선 | 하차   | 17,487                | 17,993                | 18,035                | 17,760                | 17,980                | 18,205                | 17,971                | 17,293                | 16,183                |                       | [ 3 ] |
| 4호선 | 승하차 | 36,960                | 37,911                | 38,036                | 37,470                | 37,796                | 38,132                | 37,652                | 36,103                | 33,573                |                       | [ 3 ] |

## 사진

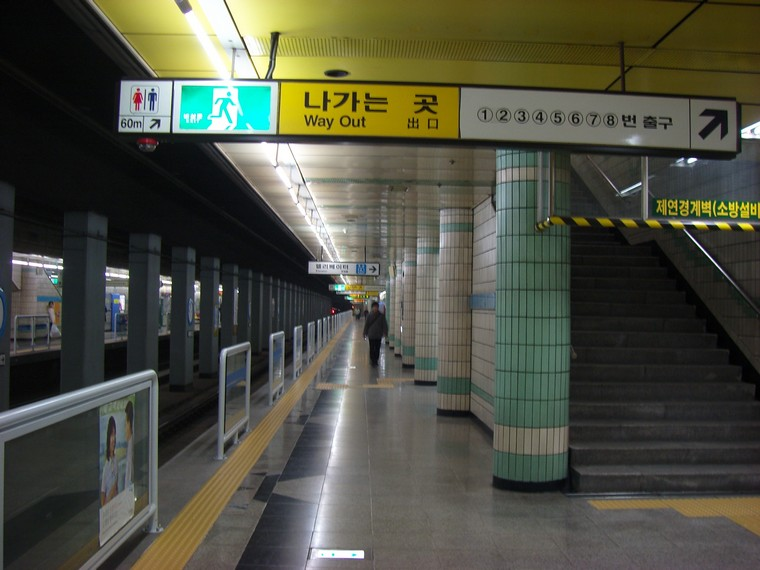
승강장 (스크린도어 설치 전)
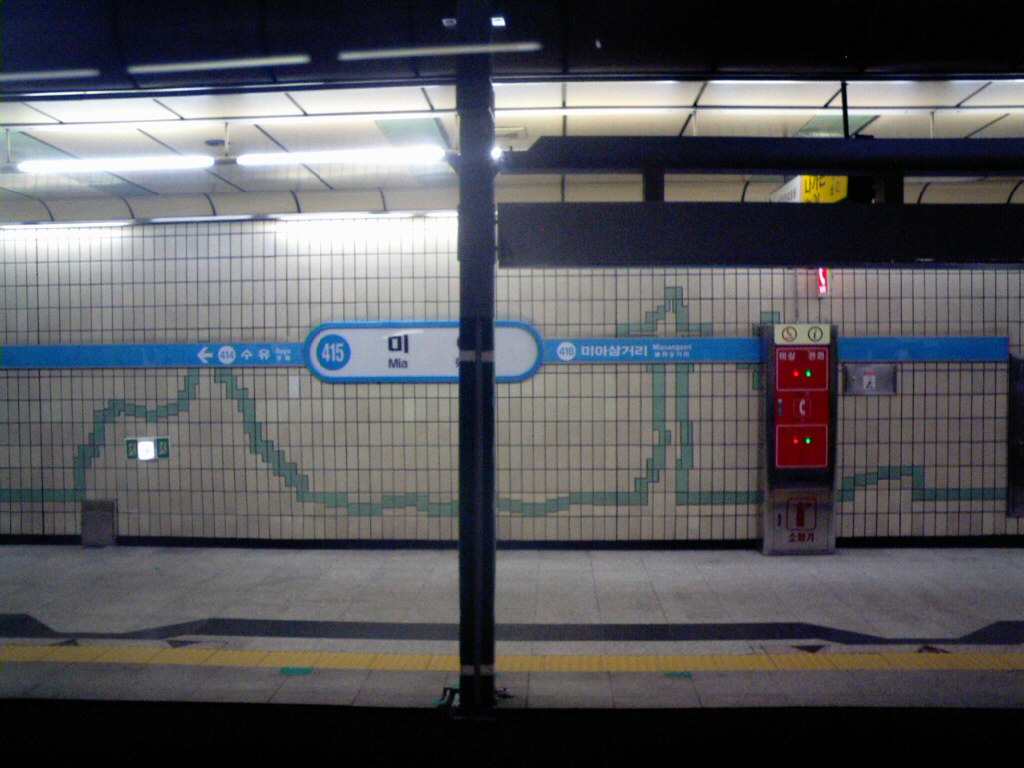
시절 승강장 (스크린도어 공사 중)
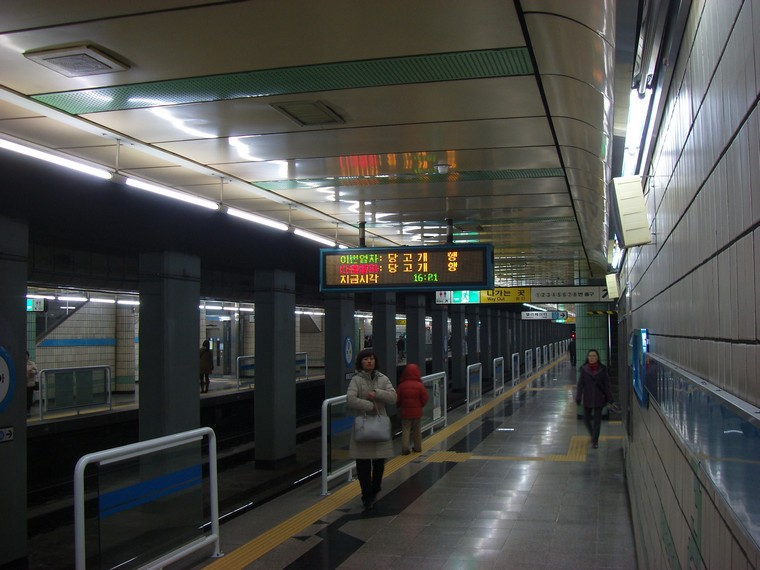
승강장 (스크린도어 설치 전)
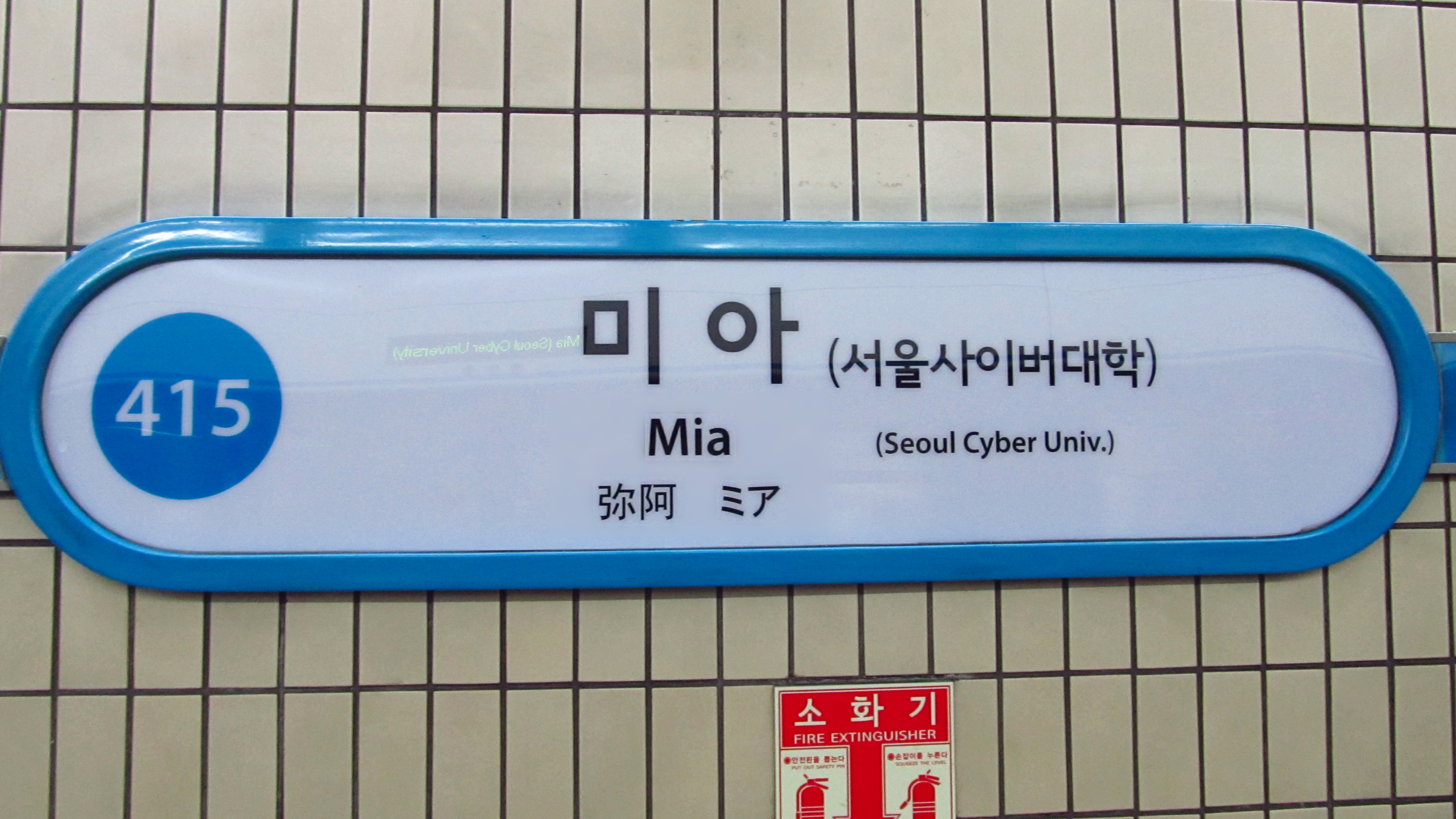
역명판(리모델링 전)

## 인접한 역
| 서울 지하철 4호선  | 서울 지하철 4호선   | 서울 지하철 4호선          |
| ------------------ | ------------------- | -------------------------- |
| 414 수유 진접 방면 | ● 수도권 전철 4호선 | 416 미아사거리 오이도 방면 |

## 사건 사고
2015년 11월 26일 새벽 1시 56분,미아역 터널에서 레일 관리 작업 열차에 화재가 나서 4시 30분쯤 진화됏다. 이 여파로 당고개역부터 성신여대입구역까지의 운행이 오전 7시 10분까지 중단되었으며,한성대입구역부터 사당역까지의 구간도 10~15분 간격으로 지연 운행되었으며 사고의 여파로 정상운행후에도 이틀동안 수유역~ 미아역 구간은 시속 10~20km로 서행하였다.10개 역이 운행이 중단된건 이 사건이 처음이다.

## 여담
병기역명을 뺀 오마자 역명(Mia)은 사우역, 시우역, 오리역, 이수역과 함께 3글자로 가장 짧고 받침이 없는 역이다.
역 이름때문에 '길 잃어버린 (迷),아이들이 (兒), 모여 있는 역이라고 노잼 아재 개그 소재가 되기도 한다. 실제 이 점을 착안하여 개그콘서트 옛 코너에서 개그맨 김영철이 미아역에 도착했다고 안내 방송을 하면 승객들이 갑자기 엄마를 찾으며 울기도 했다고 한다.